# Silver (film)
Silver (シルバー SILVER?, Shirubaa) è un film del 1999, diretto da Takashi Miike, realizzato per il V-Cinema.

## Trama
Jun è un ex agente dell'FBI che, tornata in Giappone, entra a far parte di un'organizzazione segreta appoggiata dal governo, capitanata da Minamida, un suo ex collega che lavorava per il padre della ragazza, assassinato da uno yakuza insieme al resto della sua famiglia, mentre Jun si trovava negli Stati Uniti d'America per un torneo di karate. Jun entra così a far parte, sotto copertura, di una squadra femminile di wrestling, adottando lo pseudonimo Silver.
Come prima missione, Jun deve frontaggiare Nancy Otori, una mistress sadomaso che ricatta membri del governo per conto della yakuza. Dopo aver effettuato uno show di wrestling, Jun irrompe nella villa di Nancy, scontrandosi con le sue guardie del corpo, quindi viene catturata e torturata da Nancy. Jun riesce a fuggire, ma viene nuovamente catturata dagli uomini di Sasaki, un banchiere ricattato da Nancy. Jun riesce a salvarsi ancora una volta e torna da Nancy, uccidendola.
La yakuza organizza un attentato contro la sua persona, e Jun viene stavolta salvata da un altro agente segreto. Successivamente, l'agente viene ucciso da un cecchino donna, mentre Jun viene salvata da Minamida. Jun si volta e riconosce il cecchino.

## Produzione
Il film è tratto dall'omonimo manga di Hisao Maki, che svolge anche il ruolo di sceneggiatore, attore e produttore della pellicola. Takashi Miike iniziò le riprese dopo aver terminato Ley Lines, terzo e ultimo capitolo della Black Society Trilogy.
In origine il film doveva essere l'episodio pilota di una serie televisiva che però non fu mai realizzata. Questo spiega alcuni buchi della sceneggiatura e il finale aperto, nel quale Jun dice, rivolta al cecchino: «È lei...», senza che si veda il volto della donna, dato che partono subito i titoli di coda.

## Collegamenti ad altre pellicole
- Durante l'incipit del film, appare un uomo armato di una motosega, che "indossa" una maschera di pelle umana. Questo è un riferimento al celebre film splatter Non aprite quella porta, diretto da Tobe Hooper nel 1974.[1]